# Бернаучис, Алексей Робертович
Алексей Робертович Бернаучис (родился 4 мая 2000 года в Красноярске, Красноярский край) — российский регбист, игрок веера команды «Енисей-СТМ».

## Клубная карьера
Воспитанник клубной академии. В чемпионате дебютировал в матче первого тура сезона 2019 года против «Cлавы». В матче третьего тура против «Локомотива» занес первую попытку. по итогам сезона Федерацией регби России был признан лучшим молодым регбистом страны. Всего провел 10 матчей, отметился 3 попытками. Стал победителем чемпионата 2019 года, а также стал финалистом Кубка России.

## Карьера в сборной
Является постоянным игроком молодёжной сборной.

## Достижения
- Чемпионат России:
  -  Чемпион России: 2019